# 裴繼芳
裴繼芳（1464年—？），字世賢，山西平陽府霍州靈石縣人，民籍，明朝政治人物。

## 生平
山西鄉試第五十一名。正德六年（1511年）辛未科第二甲第七十九名進士。官至工部都水司主事，管闸临清。复除户部，管粮通州。

## 家族
曾祖父裴思孝；祖父裴珪；父親裴泰，曾任知州。前母梁氏；母任氏。慈侍下。兄裴绍芳（知县）。弟繩芳。